# Epirrhoe separata
Epirrhoe separata là một loài bướm đêm trong họ Geometridae.